# Corrado Dal Fabbro
Corrado Dal Fabbro   (Pieve di Cadore, 4 d'agost de 1945 - Milà, 29 de març de 2018) fou un pilot de bob italià que va competir durant la dècada de 1970.
El 1972 va prendre part en els Jocs Olímpics d'Hivern de Sapporo, on va disputar les dues proves del programa de bob. En el bobs a quatre va guanyar la medalla de plata, tot formant equip amb Nevio De Zordo, Adriano Frassinelli i Gianni Bonichon, mentre en el bobs a dos fou desè.
En el seu palmarès també destaca una medalla de plata al Campionat del món de bob.